# Австрия на зимних Олимпийских играх 1972
Австрия принимала участие в Зимних Олимпийских играх 1972 года в Саппоро (Япония) в одиннадцатый раз за свою историю, и завоевала две серебряные, одну золотую и две бронзовые медали. Сборная страны состояла из 40 спортсменов (29 мужчин, 11 женщин).
| Австрия на олимпиаде 1972 года в Саппоро | Австрия на олимпиаде 1972 года в Саппоро | Австрия на олимпиаде 1972 года в Саппоро | Австрия на олимпиаде 1972 года в Саппоро | Австрия на олимпиаде 1972 года в Саппоро |
| Медали                                   | Спортсмены                               | Вид спорта                               | Дисциплина                               |                                          |
| ---------------------------------------- | ---------------------------------------- | ---------------------------------------- | ---------------------------------------- | ---------------------------------------- |
| Золото                                   | Беатрис Шуба                             | Фигурное катание                         | женщины                                  |                                          |
| Серебро                                  | Аннемари Мозер-Прёль                     | Горнолыжный спорт                        | Скоростной спуск, женщины                |                                          |
| Серебро                                  | Аннемари Мозер-Прёль                     | Горнолыжный спорт                        | Гигантский слалом, женщины               |                                          |
| Бронза                                   | Вильтруд Дрексель                        | Горнолыжный спорт                        | Гигантский слалом, женщины               |                                          |
| Бронза                                   | Хайнрих Месснер                          | Горнолыжный спорт                        | Скоростной спуск, мужчины                |                                          |

## Состав и результаты олимпийской сборной Австрии

### Бобслей
Спортсменов — 8
Мужчины
| Соревнование | Спортсмены                                                     | 1 заезд   | 1 заезд | 2 заезд   | 2 заезд | 3 заезд   | 3 заезд | 4 заезд   | 4 заезд | Итоговый результат | Итоговое место |
| Соревнование | Спортсмены                                                     | Результат | Место   | Результат | Место   | Результат | Место   | Результат | Место   | Итоговый результат | Итоговое место |
| ------------ | -------------------------------------------------------------- | --------- | ------- | --------- | ------- | --------- | ------- | --------- | ------- | ------------------ | -------------- |
| Двойки       | Херберт Грубер Йозеф Оберхаусер                                | 1:16,48   | 6       | 1:16,34   | 5       | 1:14,44   | 9       | 1:14,34   | 6       | 5:01,60            | 8              |
| Двойки       | Вернер Делле Карз Фриц Сперлинг                                | 1:16,99   | 10      | 1:17,91   | 18      | 1:15,84   | 20      | 1:14,61   | 8       | 5:05,35            | 13             |
| Четвёрки     | Херберт Грубер Уц Хвалла Йозеф Эдер Йозеф Оберхаусер           | 1:11,20   | 4       | 1:12,46   | 10      | 1:11,11   | 8       | 1:11,00   | 5       | 4:45,77            | 6              |
| Четвёрки     | Вернер Делле Карз Вернер Мозер Уолтер Делле Карз Фриц Сперлинг | 1:11,58   | 8       | 1:12,46   | 10      | 1:11,16   | 10      | 1:11,46   | 10      | 4:46,66            | 7              |